# Vârste
Vârste este un film românesc din 1978 regizat de Eugen Popiță.